# 32544 Debjaniroy
32544 Debjaniroy è un asteroide della fascia principale. Scoperto nel 2001, presenta un'orbita caratterizzata da un semiasse maggiore pari a 2,4040882 UA e da un'eccentricità di 0,1012672, inclinata di 6,60703° rispetto all'eclittica.